# Syneurycope parallela
Syneurycope parallela är en kräftdjursart. Syneurycope parallela ingår i släktet Syneurycope och familjen Munnopsidae. Inga underarter finns listade i Catalogue of Life.